# Jonny Kim
Jonathan Kim (5 de febrero de 1984) es un capitán de corbeta de la Marina de los Estados Unidos, médico y astronauta de la NASA.
Nacido y criado en California, se alistó en la Marina de los Estados Unidos a principios de la década de 2000 antes de ganar una Estrella de Plata y su comisión. Mientras era un marinero recibió su Licenciatura en Artes (summa cum laude), en matemáticas, su Doctorado en Medicina y una aceptación en el Grupo 22 de Astronautas de la NASA en 2017. Completó su entrenamiento de astronauta en 2020 y estaba esperando una asignación de vuelo con el programa Artemis a diciembre del mismo año.

## Vida personal
Jonathan Kim nació en Los Ángeles  en 1984 ya que sus padres emigraron de Corea del Sur a Estados Unidos a principios de la década de 1980; su padre apenas completó la educación secundaria, la familia abrió una licorería en el sur de Los Ángeles después de llegar a los Estados Unidos, y su madre trabajó como maestra sustituta de escuela primaria mientras criaba a Kim y su hermano menor. En una entrevista de 2018 con Annals of Emergency Medicine, Kim se describió a sí mismo como "el epítome de ese niño tranquilo que simplemente carecía de total confianza en sí mismo". En 2020, The Chosun Ilbo informó que un adolescente Kim había sido víctima de violencia doméstica a manos de su padre en febrero de 2002, después de amenazar a su familia con un arma, el padre de Kim fue asesinado a tiros en su ático por la policía.
En Santa Monica High School, Kim recibió altas calificaciones en sus clases, incluidas varias Colocaciones Avanzadas, mientras participaba en natación y waterpolo; se graduó en 2002. Kim recibió una licenciatura (summa cum laude) en matemáticas de la Universidad de San Diego en 2012, y un Doctorado en Medicina de la Facultad de Medicina de Harvard en 2016. En 2017, Kim completó su pasantía médica en medicina de emergencia en el Hospital General de Massachusetts y Hospital Brigham and Women's.
A partir de enero de 2020 estaba casado y tenía tres hijos.

## Carrera profesional

### Marina de guerra
Kim se enteró y decidió unirse al Comando de Guerra Especial Naval de los Estados Unidos a los 16 años, invirtiendo los años que le quedaban en la escuela secundaria preparándose físicamente para los rigores del entrenamiento de Guerra Especial. Sobre esta decisión, Kim dijo: «Entrar en la Marina fue la mejor decisión que tomé en mi vida porque transformó por completo a ese niño asustado que no tenía ningún sueño en alguien que comenzó a creer en sí mismo».
Tras alistarse en la Marina de los Estados Unidos en 2002 como recluta de marineros, se graduó de la clase BUD / S 247 y fue asignado al equipo SEAL 3 con la calificación de Operador de guerra especial. Se desplegó dos veces en el Medio Oriente y participó en más de 100 misiones de combate como médico de combate, francotirador, navegante y hombre clave. Durante su mandato con los SEAL, sirvió con los PO2 Marc Alan Lee y Michael A. Monsoor. Kim fue aceptado para la puesta en servicio en 2009; cuando se graduó de la Universidad de San Diego en 2012 y dejó el Cuerpo de Entrenamiento de Oficiales de la Reserva Naval y luego ingresó al Cuerpo Médico.
Recibió una Estrella de Plata, una Estrella de Bronce (con Combate "V" ), la Medalla de Encomio de la Armada y el Cuerpo de Marines (con Combate "V") y la Cinta de Acción de Combate. A partir de enero de 2020, estaba en servicio activo con la Reserva de la Marina en el rango de teniente. Según Jocko Willink, la Estrella de Plata de Kim fue otorgada por rescatar a varios soldados iraquíes heridos frente al fuego enemigo.

### NASA
Mientras estudiaba en la Facultad de Medicina de Harvard conoció y se inspiró en el astronauta- médico Scott E. Parazynski para postularse para la Candidatura de Astronauta. El 7 de junio de 2017 fue uno de los doce candidatos elegidos de un grupo de más de 18.300 solicitantes para unirse al Grupo 22 de Astronautas de la NASA. Se presentó al servicio el 21 de agosto de 2017 y se graduó del entrenamiento el 10 de enero de 2020. Según la NASA, Kim trabajará en la Oficina de Astronautas mientras espera una asignación de vuelo. El 9 de diciembre de 2020, la NASA anunció formalmente que Kim se uniría a otros 17 astronautas en entrenamiento para un aterrizaje en la Luna en 2024.